# Grand Prix automobile d'Italie 1922

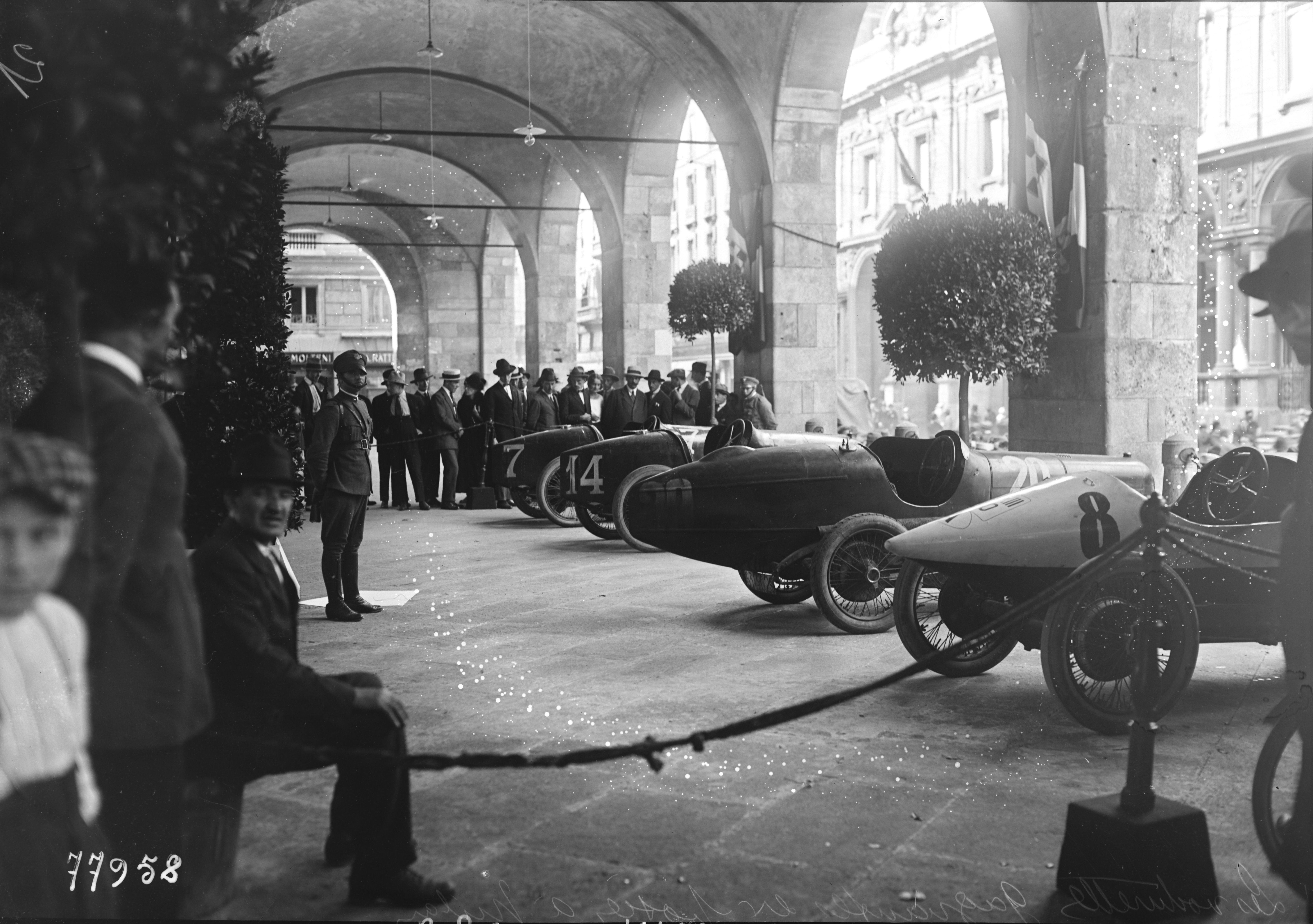
Les voitures au parc avant l'épreuve.

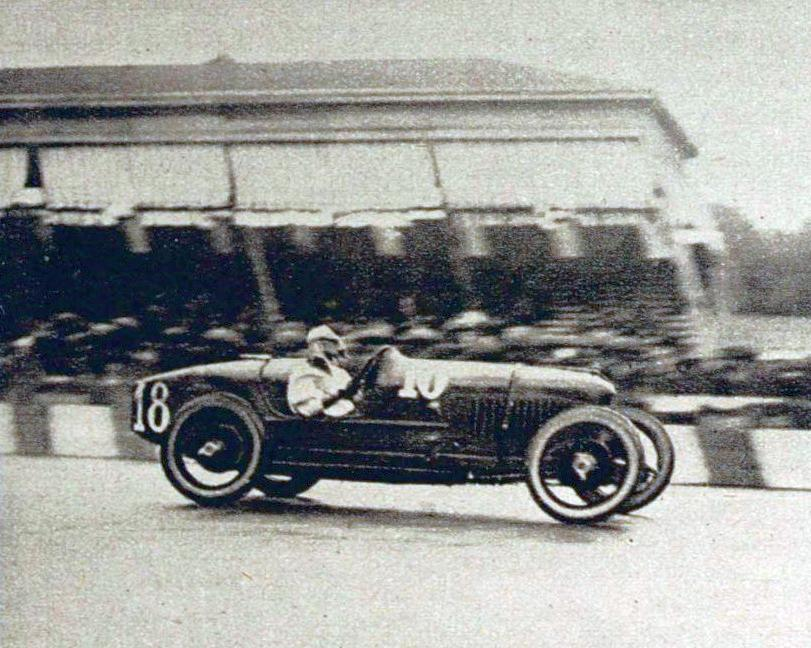
Pietro Bordino, vainqueur du Grand Prix d'Italie 1922.

Le Grand Prix automobile d'Italie 1922 est une course automobile qui s'est déroulée sur le circuit de Monza le 10 septembre 1922. Il a été remporté par le pilote italien Pietro Bordino sur une Fiat 804.

## Classement
| Pos. | no | Pilote                       | Écurie             | Tours | Temps/Abandon              |
| ---- | -- | ---------------------------- | ------------------ | ----- | -------------------------- |
| 1    | 18 | Pietro Bordino               | Fiat 804           | 80    | 5 h 43 min 13 s            |
| 2    | 5  | Felice Nazzaro               | Fiat 804           | 80    | 5 h 51 min 35 s            |
| 3    | 16 | Pierre de Vizcaya            | Bugatti Type 30    | 76    | + 4 tours                  |
| Abd. | 9  | Guido Meregalli              | Diatto 4DC         | 52    | Mécanique                  |
| Abd. | 22 | Alfieri Maserati             | Diatto 4DC         | 27    | Accident                   |
| Abd. | 20 | Franz Heim                   | Heim               | 16    |                            |
| Abd. | 31 | Reinhold Stahl               | Heim               | 7     |                            |
| Abd. | 29 | Enrico Giaccone              | Fiat 804           | 0     | Transmission               |
| Np.  | 37 | Gregor « Fritz » Kuhn        | Austro-Daimler     |       | Accident mortel aux essais |
| Np.  | 1  | Jules Goux                   | Ballot 2LS         |       |                            |
| Np.  | 2  | Jean Chassagne               | Sunbeam            |       |                            |
| Np.  | 3  | Ernest Friderich             | Bugatti Type 30    |       |                            |
| Np.  | 4  | Max Sailer                   | Mercedes           |       |                            |
| Np.  | 6  | Eugenio Silvani              | Bianchi 18         |       |                            |
| Np.  | 7  | Arthur Henney                | Heim               |       |                            |
| Np.  | 12 | Albert Guyot                 | Rolland-Pilain A22 |       |                            |
| Np.  | 13 | René Thomas                  | Delage 2LCV        |       |                            |
| Np.  | 14 | Giulio Foresti               | Ballot 2LS         |       |                            |
| Np.  | 15 | Henry Segrave                | Sunbeam            |       |                            |
| Np.  | 17 | Christian Lautenschlager     | Mercedes           |       |                            |
| Np.  | 19 | Bartolomeo Costantini        | Bianchi 18         |       |                            |
| Np.  | 25 | Victor Hémery                | Rolland-Pilain A22 |       |                            |
| Np.  | 26 | Kenelm Lee Guinness          | Sunbeam            |       |                            |
| Np.  | 27 | Pierre Marco                 | Bugatti Type 30    |       |                            |
| Np.  | 28 | Otto Salzer                  | Mercedes           |       |                            |
| Np.  | 30 | Caberto Conelli              | Bianchi            |       |                            |
| Np.  | 35 | Louis Wagner                 | Rolland-Pilain A22 |       |                            |
| Np.  | 36 | Jacques Mones-Maury          | Bugatti Type 30    |       |                            |
| Np.  | 39 | Jean-Philippe Sadi-le-Cointe | Rolland-Pilain A22 |       |                            |
| Np.  | 8  | Alfred Neubauer              | Austro-Daimler     |       |                            |
| Np.  | 32 | Lambert Pocher               | Austro-Daimler     |       |                            |

Légende :
- Abd.= Abandon - Np.= Non partant